# Lilian Ellis
Lilian Ellis (* 25. Mai 1907 in Frankfurt am Main als Ellis Stampe Bendix; † 21. Februar 1951 in Kopenhagen, Dänemark) war eine dänische Tänzerin und Schauspielerin beim deutschen Film der späten 1920er und frühen 1930er Jahre.

## Leben
Lilian Ellis erhielt eine Tanzausbildung und wurde 21-jährig für das Kino entdeckt. Hier stand sie sowohl in Berlin als auch in Wien vor der Kamera. Erhielt sie anfänglich noch Hauptrollen, so musste sich Ellis im Tonfilm mit tragenden Nebenrollen in Romanzen und musikalischen Komödien begnügen. In der letzten Spielzeit der Weimarer Republik (1932/33) wurde sie als Ballettmeisterin und Tänzerin an Berlins Kabarett der Komiker geholt. Nach der Machtergreifung verließ Ellis Deutschland. Auf Einladung des Produzenten Hal Roach, der sie bei einem Besuch in Wien in der Revue „Wir senden Liebe“ im Moulin Rouge gesehen hatte, ging sie im Mai 1934 nach Hollywood. Später trat sie als Tänzerin beispielsweise in New York und 1937 im Pariser Alcazar auf, wo sie einen besonderen Erfolg mit dem Tanz der Scheherazade feiern konnte. Die Kriegsjahre verbrachte Lilian Ellis in Dänemark, wo sie während der Besatzungszeit nach einigen Jahren Filmabstinenz auch wieder vor die Kamera trat.

## Filmografie
- 1928: Heut’ spielt der Strauss
- 1929: Der Leutnant Ihrer Majestät
- 1929: Im Prater blüh’n wieder die Bäume
- 1930: Wiener Herzen (Erzherzog Otto und das Wäschermädel)
- 1930: Liebeskleeblatt
- 1930: 1000 Worte Deutsch
- 1930: Der Bergführer von Zakopane
- 1931: Die lustigen Weiber von Wien
- 1931: Die Frau, von der man spricht
- 1931: Der Raub der Mona Lisa
- 1931: Kyritz-Pyritz
- 1931: Schön ist die Manöverzeit
- 1941: Alle går rundt og forelsker sig
- 1943: En melodi om våren
- 1944: Elly Petersen
- 1945: De kloge og vi gale